# Long Neck
Long Neck – jednostka osadnicza w Stanach Zjednoczonych, w stanie Delaware, w hrabstwie Sussex.